# Air Crew Europe Star
La Air Crew Europe è una medaglia istituita dal Commonwealth Britannico per commemorare il servizio prestato nella Seconda guerra mondiale.
È una delle otto stelle commemorative di campagne della Seconda Guerra Mondiale.

## Criteri di eleggibilità
La stella venne concessa a quanti avessero trascorso due mesi di volo tra il 3 settembre 1939 ed il 5 giugno 1944 sopra l'Europa occupata. Per il conferimento di questa medaglia era necessario aver ricevuto la 1939-1945 Star. Dal 6 giugno 1944 (D-Day), la medaglia per quanti avessero compiuto operazioni di volo sopra l'Europa venne sostituita dalla France and Germany Star.
Il regolamento britannico per le uniformi stabilì che chi avesse ricevuto la Air Crew Europe Star non potesse essere insignito anche dell'Atlantic Star né della France and Germany Star. Successivamente vennero previste delle apposite barrette per quelle operazioni da apporre sulla Air Crew Europe Star.

### Descrizione
L'"Atlantic Star" consiste come le altre medaglie del genere in una stella a sei punte di zinco giallo allodiato alta 44mm e larga 38mm. Sul diritto riporta al centro le cifre reali di re Giorgio VI del Regno Unito sormontate dalla corona reale. Le cifre sono attorniate da un cerchio contenente le parole The Air Crew Europe Star. Il retro è piano anche se alcune medaglie concesse a personale australiano o sudafricano hanno inscritto il nome dell'insignito.
Il nastro della medaglia, come gli altri della medesima tipologia, si ritiene sia stato disegnato dallo stesso Giorgio VI. Esso si compone di un nastro azzurro centrale che rappresenta il cielo, mentre i nastri neri ai lati rappresentano il volo notturno accompagnati da nastri gialli che rappresentano le luci di ricerca delle contraeree nemiche.

### Barrette
Vi erano solo due barrette disponibili per questa medaglia che venivano indicate da una rosetta se la medaglia era indossata al solo nastro:
- Atlantic

Concessa a quanti avessero ottenuto il merito all'eleggibilità dell'Atlantic Star.
- France and Germany

Concessa a quanti avessero ottenuto il merito all'eleggibilità della France and Germany Star.